# Водное поло на летней Универсиаде 1961
Ватерпольный турнир на летней Универсиаде 1961 проходил в городе София (Болгария). Соревновались мужские сборные команды. Чемпионом Универсиады второй раз подряд стала сборная Югославии. Сборная Советского Союза была второй.

## Медальный зачёт
| Место | Страна    | Золото | Серебро | Бронза | Всего |
| ----- | --------- | ------ | ------- | ------ | ----- |
| 1     | Югославия | 1      | 0       | 0      | 1     |
| 2     | СССР      | 0      | 1       | 0      | 1     |
| 3     | Венгрия   | 0      | 0       | 1      | 1     |
|       | Всего     | 1      | 1       | 1      | 3     |

| Чемпион Универсиады по водному поло 1961 |
| ---------------------------------------- |
| Югославия Второй титул                   |

## Ссылка
- Результаты баскетбольного турнира летней Универсиады 1961 на сайте sports123.com (англ.)